# Kad network
É uma rede  de compartilhamento de arquivos usada pelo eMule, aMule e MLDonkey sendo muito semelhante a Overnet, onde cada usuário é um pequeno nó da rede, como tal, esta política (semelhante à da Internet) é bastante eficiente, pois a falha de um nó não implica a falha de toda a rede. Não há servidores para guardar a trilha de clientes e, o compartilhamento de arquivos entre eles, deve ser feito por cada cliente participante.  Em essência, todo cliente é também um pequeno servidor.

## Uso
A rede Kad usa um protocolo baseado em  UDP para:
- Localizar fontes para hashes  eD2k.
- Pesquisar hashes eD2k com base em palavras-chave no nome do arquivo.
- Encontrar comentários e classificações de arquivos (hashes).
- Fornece serviços amigáveis para nós com  ID Baixa protegidos por  firewalls.
- Armazena localizações, comentários e (palavras-chave de) nomes de arquivos.

Observe que, na verdade, a rede Kad não é usada para transferir arquivos pela rede P2P. Em vez disso, quando uma transferência de arquivo é iniciada, os clientes se conectam diretamente entre si (usando a rede pública  IP padrão).
Este tráfego é suscetível de bloqueio, modelagem e rastreamento por um ISP ou qualquer outro intermediário oportunista.
Como acontece com todas as redes descentralizadas, a rede Kad não requer servidores oficiais ou comuns. Como tal, não pode ser desativada com o desligamento de um determinado subconjunto principal de  nós. Embora a descentralização da rede evite um desligamento simples, a análise de tráfego e a  inspeção profunda de pacotes identificarão mais prontamente o tráfego como P2P devido ao alto rendimento de pacotes de destino variável. O grande volume de pacotes normalmente causa uma redução nos recursos de CPU e / ou rede disponíveis geralmente associados ao tráfego P2P.

## Clientes

### Pesquisa de cliente
A rede Kad oferece suporte à pesquisa de arquivos por nome e uma série de características secundárias, como tamanho, extensão, taxa de bits e muito mais. Os recursos variam de acordo com o cliente usado.

### Principais clientes
Apenas alguns clientes importantes atualmente suportam a implementação da rede Kad. No entanto, eles abrangem mais de 80% da base de usuários e provavelmente estão mais perto de 95% das instalações ed2k.
- eMule: Um cliente código aberto  Windows que é o mais popular, com 80% dos usuários da rede. Ele também roda no Linux usando as bibliotecas  Wine.

Existem várias variantes menores, ou garfos, do eMule que suportam os mesmos recursos básicos do próprio eMule. Eles incluem: aMule (Um cliente Linux semelhante ao eMule), Mods eMule (não eMule Plus) e possivelmente outros.
- aMule: Um cliente código aberto popular entre os sistemas operacionais Linux. Atualmente aMule (oficialmente) suporta uma grande variedade de plataformas e sistemas operacionais.
- MLDonkey: Um cliente código aberto, multiplataforma que roda em muitas plataformas e também suporta vários outros protocolos de compartilhamento de arquivos.
- iMule: Um cliente anônimo, código aberto, multiplataforma. Suporta apenas a rede Kad e a rede I2P. O suporte à rede eDonkey foi eliminado.

### Malware / Vírus
- TDL-4: Um vírus botnet que usa essa rede como backup para atualizações e novas instruções se seus servidores de comando e controle forem desativados.[1]